# Belbek
Der Belbek (ukrainisch und russisch Бельбек) ist ein Fluss zum Schwarzen Meer im Südwesten der Halbinsel Krim in der Ukraine.
Der Fluss hat eine Länge von 63 km und ein Einzugsgebiet von 505 km². Er ist mit einer Wasserabflussmenge von bis zu 3 m³/s der wasserreichste Fluss auf der Krim und hat ein Gefälle von 12,5 m/km.

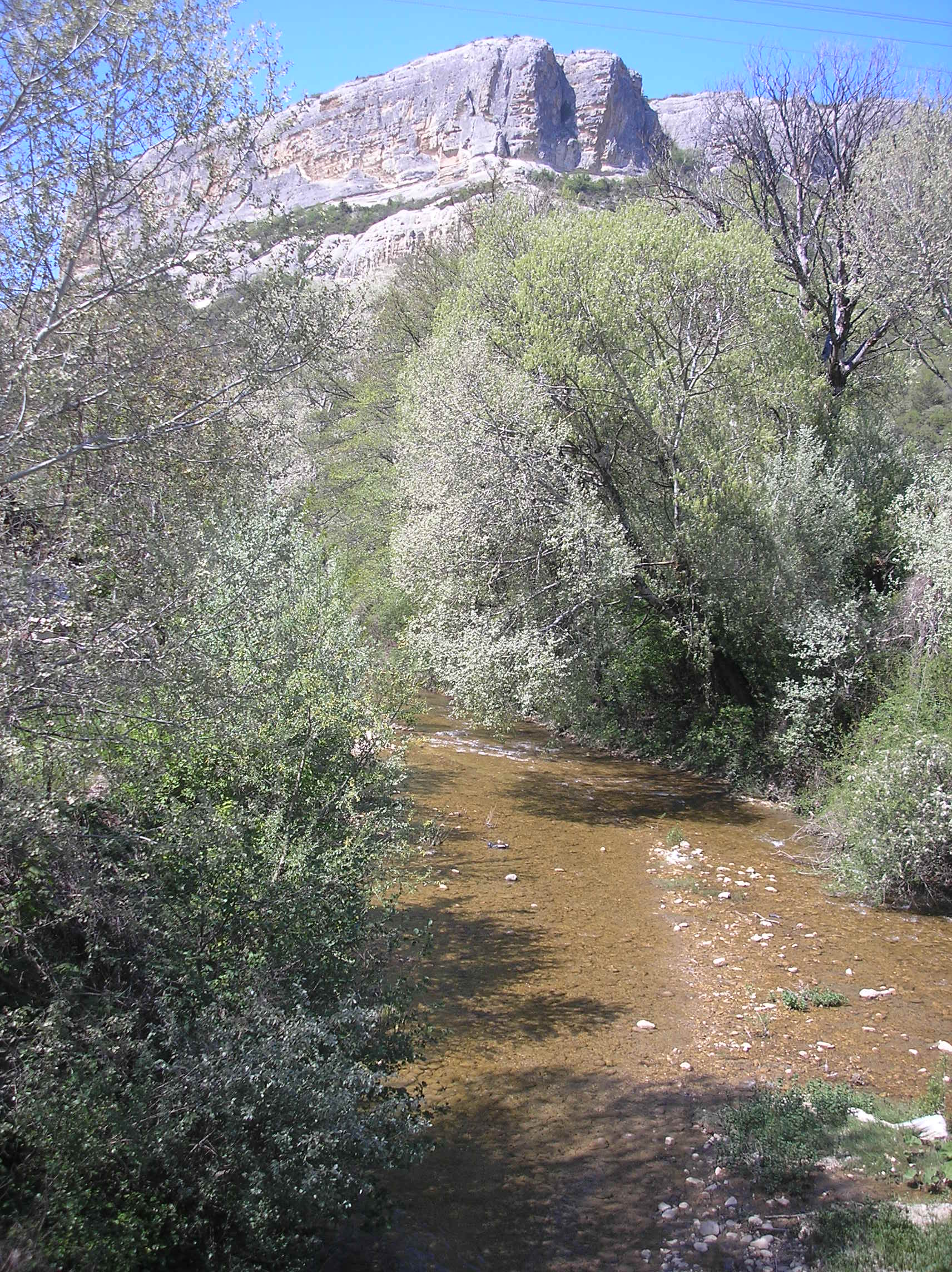
Belbek

Der Belbek entsteht aus den Quellflüssen Osenbasch (Озенбаш) und Manahotra (Манаготра) an den nordwestlichen Hängen des Aj-Petri im Krimgebirge, fließt dann in nordwestliche Richtung durch den Rajon Bachtschyssaraj, bis er das Stadtgebiet von Sewastopol erreicht. Ab dort fließt der Belbek nach Westen, um bei Ljubymowka (Любимовка) 5 km nördlich der Bucht von Sewastopol in das Schwarze Meer zu münden.
Ein linker Nebenfluss ist der 18 km lange Kokkoska (Коккозка) mit einem Gefälle von 50 m/ km.
Etwa 5 km nördlich dem Unterlauf des Belbek, schon auf dem Stadtgebiet von Sewastopol liegt der einzige internationale Flughafen der Stadt, der Flughafen Sewastopol, dessen Name sich von dem des Flusses ableitet.

## Weblinks

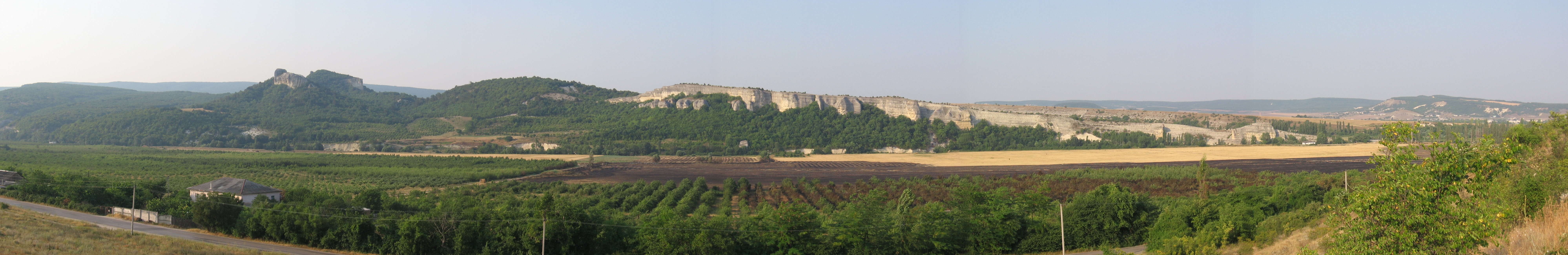
Panorama des Belbek aus dem Dorf Tankovoe